# Umberto Lilloni

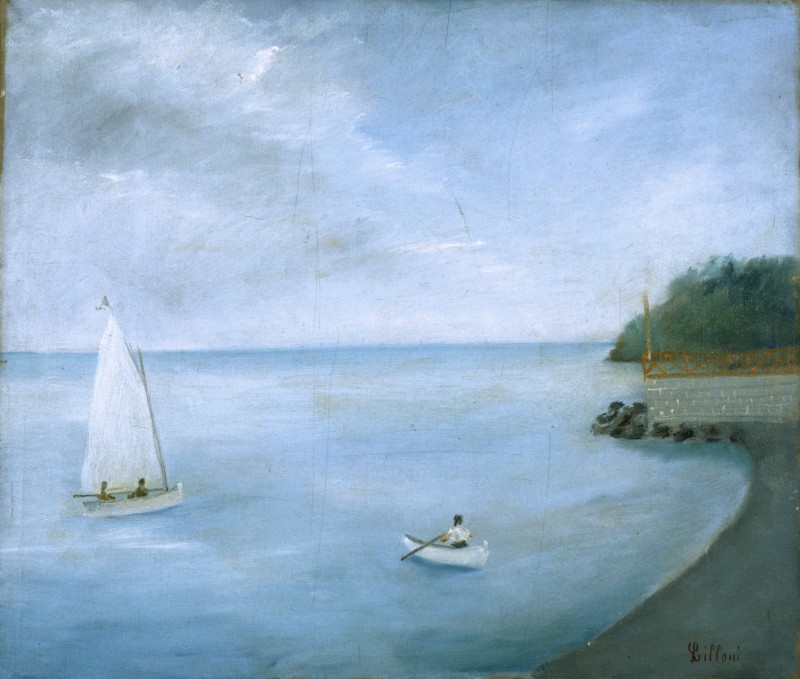
Tramonto sul mare o Paesaggio di Lavagna, 1934 ca. (Fondazione Cariplo)

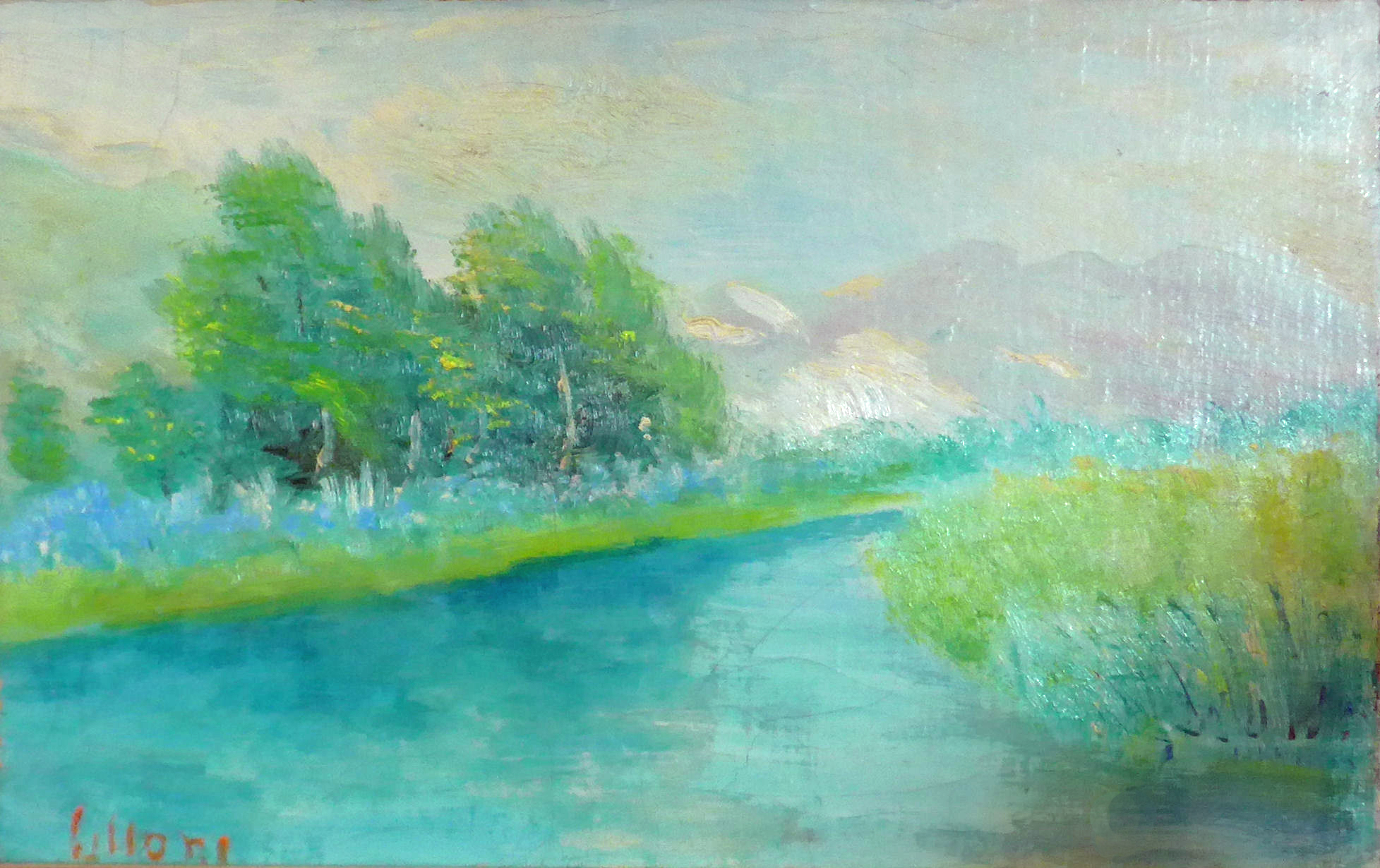
Paesaggio, Civica raccolta d'arte Medole.

Umberto Lilloni (Milano, 1º marzo 1898 – Milano, 15 giugno 1980) è stato un pittore italiano.

## Biografia
Nacque a Milano dove suo padre, originario di Medole, comune in provincia di Mantova, s'era trasferito una ventina d'anni prima a esercitarvi l'ebanisteria e il commercio dei mobili.
La prima infanzia la trascorse in un tipico quartiere popolare milanese.
All'età di 16 anni suo padre lo mise a dirigere lo stabilimento, ma per sua natura irrequieta, preferì intraprendere gli studi d'ingegneria navale, studi che interruppe per studiare disegno presso la scuola artigiana dell'Umanitaria. Durante questi studi scopre la propria vocazione alla pittura. Una vocazione aspramente contrastata dal burbero padre che gli tagliò i viveri e lo cacciò di casa.
Nel 1915 si iscrisse all'Accademia di Brera. Suoi primi maestri furono lo scapigliato caricaturista Bignami e l'accademico cremoniano Rapetti.
Infiammato dagli ideali socialisti il giovane Lilloni aumenta le preoccupazioni paterne partecipando a comizi, a scontri con la polizia, e finendo persino  in carcere a San Vittore.
Nel 1917 viene arruolato nei reparti d'assalto della fanteria durante la prima guerra mondiale.
Nel dopoguerra si iscrive nuovamente all'Accademia di Brera sotto la guida di Tallone e di Alciati.
Nel 1922 gli viene conferito il premio del Pensionato Hayez.
Da questo momento la cronistoria della sua vita coinciderà perfettamente con quella della sua pittura. Avverte anche lui il problema del superamento della pittura postimpressionista e, per una breve stagione, si avvicina alle idee e alle ricerche del "Novecento" accogliendo con originale atteggiamento poetico le lezioni degli antichi. S'avvede ben presto che la tendenza novecentesca è viziata da interessi extratattici ed è, in fondo, incongrua al suo temperamento. Riprende comunque lo studio del suo dilettissimo Emilio Gola, della grande tradizione pittorica lombarda. Ed ecco finalmente, intorno al 1930, le prime esperienze di quella "pittura a fondo chiaro" che diventerà la via regia dell'arte sua.
Nel 1927 gli viene conferito il premio Principe Umberto.
Dal 1927 al 1941 Lilloni ha insegnato all'Accademia di Brera, fu maestro del pittore Trevigiano Aurelio Villanova, dal 1941 al 1962 è stato titolare di cattedra all'Accademia di Belle Arti di Parma. Divenne amico del professore Oreste Marini, caposcuola del Chiarismo mantovano, che frequentò nella sua casa di Castiglione delle Stiviere, riprendendo pittoricamente i luoghi di origine del padre medolese.
Lilloni non è mai stato un grande viaggiatore, tuttavia nel 1949, per suggerimento dell'amico Carlo Cardazzo, intraprese un viaggio in Svezia e soggiornò per alcuni mesi a Stoccolma.
Negli anni 1970 pose la propria dimora in Svizzera, dove trascorse molto tempo dei suoi ultimi anni di vita.

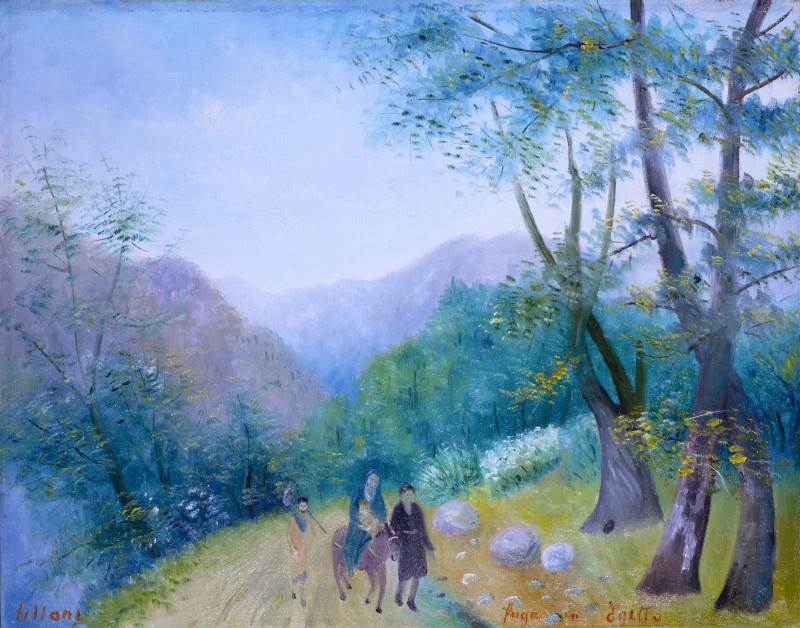
Fuga in Egitto, 1961 ca. (collezione della Fondazione Cariplo). In quest'opera si riscontra una tendenza stilizzante di ispirazione orientale.

Fu noto per essere tra i maggiori esponenti del chiarismo lombardo. La luminosità e la delicatezza cromatica caratterizzano i suoi dipinti, prevalentemente paesaggi. Una componente minore della sua pittura è costituita da una tendenza alla stilizzazione dei tratti usati nel descrivere la vegetazione, non dissimile dagli stilemi dell'arte giapponese, con cui Lilloni potrebbe essere venuto in contatto nella frequentazione della Caffè Mokador, luogo di ritrovo della cerchia di Persico, in cui circolavano frequentemente stampe orientali.
Umberto Lilloni riposa al Cimitero Monumentale di Milano.

## Opere
- Ritratto di Lina Rossi Boschi, olio su tela, 1925, Ca' Granda, Milano
- Ritratto di Sofia Gervasini, olio su tela, 1931, Ca' Granda, Milano
- Ritratto di Sofia Gervasini, olio su tela, 1931, Ca' Granda, Milano
- Paesaggio, olio su tela, sd, Civica raccolta d'arte Medole
- Velieri bianchi, olio su tela, APE Parma Museo, Parma
- Bardonecchia, olio su tela, 1953, APE Parma Museo, Parma

## Premi
- 1922 - 1º premio medaglia d'oro alle Olimpiadi Universitarie, Roma
- 1922 - Premio Pensionato Hayez, Milano
- 1927 - Premio Nazionale Principe Umberto, Milano
- 1933 - Premio Golfo di La Spezia, Medaglia d'oro Ministero E.N.
- 1933 - Premio Sallustro Fornara, Milano
- 1934 - Premio Durini, Acquarello, Milano
- 1935 - Premio Sallustro Fornara, Milano
- 1935 - Targa Mostra Internazionale, Bruxelles
- 1937 - Premio Paesaggio Monzese, Monza
- 1937 - Medaglia d'oro Mostra Internazionale, Parigi
- 1937 - Premio Paesaggio Lecchese, Lecco
- 1939 - Premio Paesaggio Bergamo antica, Bergamo
- 1939 - Premio Paesaggio Italiano, Bergamo
- 1939 - Premio Nazionale Guido Ricci, Milano
- 1941 - Premio nazionale, Bergamo
- 1946 - Premio Burano, Venezia
- 1947 - Premio Garda, Riva del Garda
- 1947 - Premio Alassio, Alassio
- 1949 - Premio Michetti, Pescara
- 1953 - Premio Medaglia d'Oro, Burano
- 1956 - Premio Marzotto, Valdagno
- 1959 - Premio Botticella, medaglia d'oro, Pavia
- 1960 - Premio Ghelfi, Como